# (18788) Carriemiller
(18788) Carriemiller (1999 JX53) – planetoida z pasa głównego asteroid okrążająca Słońce w ciągu 3,71 lat w średniej odległości 2,4 j.a. Odkryta 10 maja 1999 roku.